# Fonología del catalán
La fonología del catalán, que deriva del latín vulgar, comparte rasgos fonéticos con otras lenguas romances. Presenta un cierto grado de variación dialectal, especialmente entre el bloque oriental y occidental, pero a la vez la fonética es conservadora, sin grandes cambios históricos.

## Sistema vocálico
Los sistemas vocálicos catalanes presentan siete u ocho sonidos diferentes dependiendo del dialecto: /a/, /e/, /ɛ/, /i/, /o/, /ɔ/, /u/ y /ə/. La última, a menudo llamada vocal neutra es inexistente en las hablas occidentales y aparece solo en posición átona en las hablas orientales, a excepción de algunos lugares de las islas Baleares, donde también puede llevar acento tónico. 
|                   | Anterior                | Central                 | Posterior               |
| ----------------- | ----------------------- | ----------------------- | ----------------------- |
| Cerrada           | \| i u e o (ə) ɛ ɔ a \| | \| i u e o (ə) ɛ ɔ a \| | \| i u e o (ə) ɛ ɔ a \| |
| Semi-Cerrada      | \| i u e o (ə) ɛ ɔ a \| | \| i u e o (ə) ɛ ɔ a \| | \| i u e o (ə) ɛ ɔ a \| |
| Media             | \| i u e o (ə) ɛ ɔ a \| | \| i u e o (ə) ɛ ɔ a \| | \| i u e o (ə) ɛ ɔ a \| |
| Semiabierta       | \| i u e o (ə) ɛ ɔ a \| | \| i u e o (ə) ɛ ɔ a \| | \| i u e o (ə) ɛ ɔ a \| |
| Abierta           | \| i u e o (ə) ɛ ɔ a \| | \| i u e o (ə) ɛ ɔ a \| | \| i u e o (ə) ɛ ɔ a \| |
| i u e o (ə) ɛ ɔ a |                         |                         |                         |

### Variaciones dialectales
La vocal neutra es característica del catalán oriental y está ausente en el occidental. En hablas barcelonesas la vocal neutra es casi abierta [ɐ]: "Barcelona" se pronuncia [bɐɾsɐˈɫonɐ].
Una misma palabra puede tener variaciones dialectales entre e abierta y e cerrada, y entre o abierta y o cerrada, pero con uniformidad interna. En general es más habitual la e cerrada en catalán occidental (francès/francés [fɾənˈsɛs] ǁ [fɾanˈses]), y la o es menos variable.
La realización de e y o abiertas o cerradas presentan diversas variaciones. Son especialmente abiertas en hablas valencianas y baleares (excepto en Ibiza), [æ] y [ɔ̞] respectivamente (mel [ˈmæɫ] 'miel', sol [ˈsɔ̞ɫ]). En cambio en el alguerés y catalán septentrional no existe la distinción [e]/[ɛ] y [o]/[ɔ], resultando una articulación suavizada en vocales medianas [e̞] i [o̞] Esta reducción en vocales medianas, o la realización en un campo de dispersión próximo, también se produce en el catalán septentrional de transición, en ciertas localidades (Sitges y Villanueva y Geltrú) y en zonas de contacto con el castellano, tanto geográficamente como socialmente en algunas áreas urbanas. En cambio, en capcinés la e (y la u ante consonantes palatales) adquiere un carácter redondeado [ø̞].
La vocal /a/ tiene en general una posición abierta central, representada por la AFI con un diacrítico [ä] que se suele obviar en la transcripción fonética en catalán. En valenciano y en la Franja la /a/ es más anterior [a̟] y en mallorquín y menorquín es mucho más anterior [a̟]/[ɛ̜], y en algunas hablas puede tener una variante posterior [ɑ].
Una variante de la /i/ es la realización redondeada [y] presente solo en galicismos (gruyère [ɡɾyˈjɛr]), pero con una cierta penetración en catalán septentrional, más destacada en áreas de contacto con el occitano, donde dicho fonema también se halla presente.

### Vocalismo átono
Es característico del catalán la neutralización de vocales cuando forman parte de una sílaba átona, característica que fue utilizada por Manuel Milá para establecer la primera división dialectal en dos bloques.
/a/, /e/, /ɛ/ → [ə]
/o/, /ɔ/, /u/ → [u]
/i/ → [i]
En alguerés no existe la vocal [ə] y se neutraliza en [a].
En mallorquín (pero no en las otras islas) existe un sistema de neutralización mixto, que neutraliza /a, ɛ, e/ con la vocal [ə] como el resto del bloque oriental con algunas excepciones, pero /o, ɔ/ con [o] cómo en el bloque occidental.
En catalán occidental solo se neutralizan las vocales abiertas, en las palabras derivadas de una raíz abierta:
/e/, /ɛ/ → [e]
/o/, /ɔ/ → [o]
Esto quiere decir que se mantiene la distinción entre a y e, y entre o y u átonas. En cambio, en catalán noroccidental y valenciano septentrional se suele neutralizar la a átona en posición final de palabra en [ɛ] (acabava [akaˈβaβɛ] 'acababa'). Del mismo modo, en todas las hablas occidentales y en registros informales se suele pronunciar [a] las palabras empezadas por e más consonante nasal o sibilante (em-, en-, es- y eix-; entendre [anˈtendɾe] 'entender', eixam [ajˈʃam] 'enjambre'), sin embargo hay muchas excepciones donde e puede adquirir el valor de /a/ ante cualquier consonante (terròs [taˈrɔs] 'terrón', trepitjar [tɾapioˈdʒa(ɾ)] 'pisar'). Además, en algunas hablas se puede producir la neutralización /o/ → [u] cuando o se encuentra en contacto con consonantes palatales (Josep [dʒ͡uˈzɛp]), ante una sílaba tónica con una vocal cerrada (collir [kuˈʎiɾ] 'recoger/cosechar'), de una consonante labial (cobert [kuˈβɛɾt] 'cubierto') o en clíticos (mon [mun] 'mi').
Algunos monosílabos hacen la función de clíticos con una pronunciación de baja intensidad, y por lo tanto se aplican los fenómenos de neutralización. Son los artículos, los posesivos átonos, los pronombres débiles y algunas preposiciones y conjunciones. Por ejemplo:
em dic [əm ˈdik] ('me llamo'), pero hem dit [ˈɛm ˈdit] ('hemos dicho')
en sé [ən ˈse] ('sé'), pero han sabut [ˈan səˈβut] ('han sabido')
En las palabras compuestas, en cultismos o en palabras con un prefijo átono, se mantiene un acento secundario que evita la neutralización (contraindicar [ˌkɔntɾəindiˈka]).

### Armonía vocálica
Es característico del valenciano meridional la armonía vocálica de [ɛ, ɔ] con las vocales posttónicas. Así, se produce la asimilación de la vocal átona /a/ en posición final de palabra en [ɛ, ɔ] según la sílaba tónica anterior: terra /ˈtɛra/ → [ˈtɛrɛ] ('tierra'), cosa /ˈkɔza/ → [ˈkɔzɔ]. También hay algunos casos donde ocurre el contrario (metafonia regresiva sobre las vocales pretòniques): tovallola /tovaˈʎɔla/ → [tɔvɔˈʎɔlɔ] ('toalla'), afecta /aˈfɛkta/ → [ɛˈfɛktɛ].
En mallorquín se produce en varias palabras la armonía de la vocal /e/ final con la tónica anterior [ɔ, o]: home [ˈɔmo] ('hombre').

### Contactos vocálicos
Cuando dos vocales entran en contacto pueden producirse alteraciones de su timbre particular. Un primer contacto es la formación de diptongos crecientes y decrecientes. Así, las vocales altas /i/ y /u/ son habitualmente sonidos silábicos, pero cuando están en contacto con otras vocales pueden formar un diptongo adquiriendo un carácter asilábico. Los diptongos más habituales son decrecientes, con las semiconsonantes [i̯] y [u̯] (rai [ˈrai̯] 'balsa', brau [ˈbɾau̯] 'bravo'). Habitualmente aun así, se suele evitar el uso de diacríticos representándolas como semivocales más cerradas, [j] y [w], propias de los diptongos crecientes (iode [ˈjɔðə] 'yodo', guant [ˈgwan] 'guante').
| Catalán oriental | Catalán oriental | Catalán oriental | Catalán oriental | Catalán oriental | Catalán oriental | Catalán occidental | Catalán occidental | Catalán occidental | Catalán occidental | Catalán occidental | Catalán occidental |
| Decrecientes     | Decrecientes     | Decrecientes     | Crecientes       | Crecientes       | Crecientes       | Decrecientes       | Decrecientes       | Decrecientes       | Crecientes         | Crecientes         | Crecientes         |
| IPA              | Palabra          | Significado      | IPA              | Palabra          | Significado      | IPA                | Palabra            | Significado        | IPA                | Palabra            | Significado        |
| ---------------- | ---------------- | ---------------- | ---------------- | ---------------- | ---------------- | ------------------ | ------------------ | ------------------ | ------------------ | ------------------ | ------------------ |
| [aj]             | aigua            | agua             | [ja]             | ia               | yaya             | [aj]               | aigua/mainada      | agua/chiquillos    | [ja]               | ia                 | yaya               |
| [əj]             | mainada          | chiquillos       | [jə]             | feies            | hacías           | [aw]               | taula/caurem       | tabla/caeremos     | [jɛ]               | veiem              | vemos              |
| [ɛj]             | remei            | remedio          | [jɛ]             | veiem            | vemos            | [ɛw]               | peu                | pie                | [je]               | seient/feies       | asiento/hacías     |
| [ej]             | rei              | rey              | [je]             | seient           | asiento          | [ew]               | seu                | suyo               | [jɔ]               | iode               | yodo               |
| [iw]             | niu              | nido             | [jɔ]             | iode             | yodo             | [ej]               | rei/remei          | rey/remedio        | [jo]               | iogurt             | yogur              |
| [ɔj]             | boira            | niebla           | [ju]             | iogurt/iugoslau  | yogur/yugoslavo  | [iw]               | niu                | nido               | [ju]               | iugoslau           | yugoslavo          |
| [uj]             | cuina/buit       | cocina/vacío     | [wa]             | quatre           | cuatro           | [ow]               | sou                | sois               | [wa]               | quatre             | cuatro             |
| [aw]             | taula            | mesa             | [wə]             | qüestió          | cuestión         | [ɔj]               | boira              | niebla             | [wɛ]               | seqüència          | secuencia          |
| [əw]             | caurem           | caeremos         | [wɛ]             | seqüència        | secuencia        | [ɔw]               | nou/jou            | nuevo/yugo         | [we]               | ungüent/qüestió    | ungüento/cuestión  |
| [ɛw]             | peu              | pie              | [we]             | ungüent          | ungüento         | [uw]               | duu                | lleva              | [wi]               | pingüí/huit (*)    | pingüino/ocho      |
| [ew]             | seu              | suyo             | [wi]             | pingüí           | pingüino         | [uj]               | cuina (*)          | cocina             | [wɔ]               | quota              | cuota              |
| [ɔw]             | nou              | nuevo            | [wɔ]             | quota            | cuota            |                    |                    |                    |                    |                    |                    |
| [ow]             | jou              | yugo             |                  |                  |                  |                    |                    |                    |                    |                    |                    |
| [uw]             | duu              | lleva            |                  |                  |                  |                    |                    |                    |                    |                    |                    |

Nota: (*) Hay partes del valenciano, como al valenciano central o apitxat, donde el diptongo decreciente [uj] no existe y se ha transformado en el diptongo creciente [wi] A los lugares donde todavía se pronuncia decreciente, hay que notar también la pronunciación creciente de palabras occidentales cómo (a)hui, huit o huitanta. ('hoy', 'ocho', 'ochenta')
En la lengua estándar los diptongos crecientes solo pueden aparecer o bien como combinaciones de [j] + vocal a principio silábico (casos como iogurt, etc.), en posición intervocálica (creuar , dúiem), o bien [w] después de /g/ o /k/ seguida de una vocal (en los grupos representados en la ortografía como gu-, gü-, qu- qü-; casos como guant, quan, ungüent, qüestió, etc.).
La apostrofación ortográfica es el resultado de la caída de una vocal cuando se encuentran juntas en dos palabras seguidas. La elisión es el equivalente fonético que provoca la caída de la vocal neutra (una hora [unˈɔɾə], fer el babau [ˈfeɫ βəˈβaw] 'hacer el bobo'). Esta elisión también se puede dar en el interior de las palabras con una variación que depende de la frecuencia de uso y el grado de asimilación de cultismos (fluorescent [fɫuɾəˈsen] 'fluorescente', fluorita [fɫuːˈɾitə]). Por lo tanto la elisión puede estar reflejada o no gráficamente.
La sinalefa es la creación de un diptongo uniendo la última vocal de una palabra y la primera de la siguiente (serà inútil [səˈɾa jˈnutiɫ] 'serás inútil', sentir olor [sənˈti wˈɫo] 'notar olor').
En algunos casos se puede producir una elisión y sinalefa a la vez (ha anat [ˌjaˈnat] 'ha ido'), pero en algunas expresiones concretas o según la intención de énfasis puede ser que no se apliquen.
Los alargamientos vocálicos son siempre contextuales (antiinflamatori [ˌantiːɱfɫəməˈtɔɾi] 'antiinflamatorio', contraatac [ˌkɔntɾəːˈtak] 'contraataque') y no tienen valor fonológico, a diferencia otras lenguas donde se distingue entre vocales largas y breves.

## Sistema consonántico
El sistema consonántico catalán consta de los siguientes sonidos, recogidos a la tabla:
| Sonoridad           | Bilabial - + | Labiodental - + | Dental - + | Alveolar - + | Palatal - + | Velar - + | Labiovelar - + |
| ------------------- | ------------ | --------------- | ---------- | ------------ | ----------- | --------- | -------------- |
| Oclusiva            | p b          |                 | t d        |              | (c) (ɟ)     | k g       |                |
| Nasal               | m            | ɱ               |            | n            | ɲ           | ŋ         |                |
| Aproximante Lateral |              |                 |            | ɫ            | ʎ           |           |                |
| Vibrante múltiple   |              |                 |            | r            |             |           |                |
| Vibrante simple     |              |                 |            | ɾ            |             |           |                |
| Fricativa           |              | f (v)           |            | s z          | ʃ ʒ         |           |                |
| Africada            |              |                 |            | t͡s d͡z        | t͡ʃ d͡ʒ       |           |                |
| Aproximante         | β            |                 | ð          | (ɹ)          | j           | ɣ         | w              |

Además de algunas variaciones ligeras, el sistema consonántico básico no es muy diferente entre los diversos dialectos. Entre las fluctuaciones dialectales destaca el betacismo (reducción de /v/ a [b] o [β]), que no se da en valenciano estándar, balear, alguerés y zonas del sur de Cataluña, sin embargo la labiodental /v/ está en recesión en algunas zonas del tarraconense y el valenciano septentrional; además el betacismo también existe en las hablas apitxats donde se ha producido una reducción de consonantes por la ensordecimiento de /z/ a [s], /d͡ʒ/ a [t͡ʃ], y /d͡z/ a [t͡ʃ].

### Oclusivas
Las consonantes oclusivas /b/, /d/ y /g/ solamente se realizan cuando son precedidas de pausa, de consonante nasal o de oclusiva; y en cuanto a la /d/ además precedida de lateral. En el resto de contextos la realización es aproximante (o fricativa): [β], [ð] y [ɣ] respectivamente.
ambigu [əm'bi.ɣu] 'ambiguo', pero abat [əˈβat] 'abad'
endoll [ənˈdoʎ] 'enchufe', pero bedoll [bəˈðoʎ] 'abedul'
capgròs [ˌkabˈgɾɔs] 'cabezón', pero alga ˈal.ɣə 'alga'
Las oclusivas /t/ y /d/ son generalmente dente-alveolares, estrictamente [t̪] y [t̪], como las lenguas románicas y al contrario otras lenguas como el inglés donde son alveolares. Aun así en contacto con otra consonante alveolar (-st-, -tr-, -dr-) adquieren una articulación alveolar [t̠] y [t̠].
Las oclusivas velares, /k/ y /g/, son palatales en mallorquín [c] y [ɟ], ante las vocales anteriores /y/, /e/, /ɛ/ y /a/, /i/ al final de sílaba o palabra (figuera [fiˈɟeɾə] 'higuera', sac [ˈsac] 'saco').

### Nasales
Los fonemas nasales /m/ y /n/ presentan diferentes alófonos por asimilación según el contexto. La m es bilabial, pero labiodental seguida de una consonante labiodental (èmfasi [ˈɛɱfəzi] 'énfasis'). La n es en general alveolar (seguida de vocal, pausa o alveolar); pero bilabial seguida de consonante bilabial (un pas [um ˈpas] 'un paso'), labiodental seguida de labiodental (confirmar [kuɱfiɾˈma]), dental seguida de dental (un dit [un̪ ˈdit] 'un dedo'), palatalitzada seguida de palatal (un llop [uɲ ˈʎop] 'un lobo'), o velar seguida de velar (un gos [uŋ ˈgos] 'un perro').
La nasal palatal /ɲ/ transcribe el dígrafo ny. A veces, pero, se usa este símbolo para simplificar la transcripción de una palatalización nasal. En alguerés se produce una despalatalización del grupo final -ny (any [ˈan] 'año').
Las consonantes nasales pueden transferir parte de su articulación a los sonidos vocálicos que las rodean, sin que las vocales acontezcan propiamente nasales (a diferencia otras lenguas como el francés, por ejemplo).

### Laterales
La consonante lateral /l/ tiene la particularidad que es generalmente velarizada [ɫ], denominada también ele velar o ele oscura. El grado de velarización es mayor a final de sílaba y menor al inicio, donde puede resultar alveolar (sobre todo en las hablas occidentales, donde se suele hacer un contraste más evidente entre [l]~[ɫ], como el inglés y el portugués europeo). En algunas hablas la velarización es tanto pronunciada que puede resultar vocalizada en la semiconsonante labiovelar [w] (albercoc [əwβəɾˈkɔk] albaricoque). En cambio, seguida de una consonante dental (-lt-, -ld-) tiene una variante dental (alta [ˈaɫ̪tə]), y puede ser palatalitzada seguida de una palatal (el llop [əʎ ˈʎop] 'el lobo').
La lateral palatal /ʎ/ transcribe el sonido del dígrafo ll. Es frecuente la palatalización a principio de palabra, pero se mantiene la consonante líquida en cultismos (lliure → liberal), a pesar de que hay una tendencia a palatalizarla ([ʎyβəˈɾaɫ]). En las hablas catatanas de la Franja /l/ se suele palatalitzar en grupos consonánticos (ploure [ˈpʎɔwɾe] 'llover'), por el contrario en alguerés se produce una despalatalización del grupo final -ll.
La yodización es un fenómeno histórico en el catalán septentrional y balear, donde se sustituye /ʎ/ por [j] en palabras de un determinado origen etimológico latín (rialla [riˈajə] 'risa', fill [ˈfiː] 'hijo'). En catalán central está en recesión pero se conserva en algunas palabras determinadas (vull [ˈbuj] 'quiero'). Por otro lado, también existe un yeísmo reciente, o bien por una pronunciación relajada o bien por dificultad de adaptación de un origen fonético castellano. Aun así, la yodización y el yeísmo no son aceptados en catalán estándar.
Las consonantes laterales están presentes en muchas geminaciones, tanto de dos líquidas separadas por un punto medio (l·l), como dos palatales separadas por un guion (Bell-lloc), pero también por asimilación en los grupos -tl- (atlètic [əɫˈɫɛtik] 'atlético'), -tll- (batlle [ˈbaʎʎə] 'alcalde', pero en balear y valenciano batle), y también -rl- en balear (Carles [ˈkaɫɫəs]). La ele geminada (l·l) proviene de cultismos derivados del griego o del latín. La pronunciación geminada es viva en balear, pero regresiva en la mayoría de hablas donde solo se mantiene en registros formales (col·legi [kuɫˈɫɛʒi] || [kuˈɫɛʒi] 'colegio').

### Róticas
Las consonantes róticas pueden ser vibrantes múltiples /r/, a principio de palabra, intervocálica (con el dígrafo rr), después de n, l o s y en palabras compuestas; o vibrante simples /ɾ/ (para [ˈpaɾə], parra [ˈparə]). A final de sílaba puede tener una alternancia según las hablas (Marta [ˈmartə] || [ˈmaɾta]). En posición intervocálica y con pronunciación relajada puede resultar aproximante [ɹ].
En algunas hablas se produce el rotacismo por metátesis silábica (cridar [kiˈðɾa] 'gritar'), fenómeno generalizado en alguerés (aquidrar [akiˈra] 'gritar').
En catalán septentrional y en Sóller hay una penetración reciente de las róticas uvulars francesas [ʀ] o [ʁ] (Rosselló [rusəˈʎo] || [ʀusiˈʎu]).

### Sibilantes
Las consonantes sibilantes son las fricativas y africadas con una articulación alveolar o palatal. En catalán el conjunto de sibilantes, con las correspondientes sordas y sonoras, forma un sistema considerable de ocho sonidos diferentes. Morfológicamente se presentan en las siguientes casos, en general:
| s | z                                                                   | ʃ                            | ʒ                               |
| --- | ------------------------------------------------------------------- | ---------------------------- | ------------------------------- |
| ss entre vocales s a principio o final de palabra, o entre consonante y vocal ç ante a, o, u y a final de palabra c ante e, i | s entre vocales z a principio de palabra o entre consonante y vocal | x en general ix tras vocales | j ante a, o, u g ante e, y      |
| t͡s | d͡z                                                                  | t͡ʃ                           | d͡ʒ                              |
| ts ds | tz                                                                  | tx -ig a final de palabra    | tj ante a, o, u tg ante e, i dj |

Las sibilantes dan lugar a parónimos que necesitan una pronunciación cuidadosa: calces [ˈkaɫsəs] 'bragas', calzes [ˈkaɫzəs] 'cálizes', xec [ˈʃɛk] 'cheque', gec [ˈʒɛk/ˈd͡ʒɛk] 'paliza', txec [ˈt͡ʃɛk] 'checo'. Un trabalenguas popular es: «setze jutges d'un jutjat mengen fetge d'un penjat» [ˈsɛd͡zə ˈʒud͡ʒəz ðuɲ ʒuˈd͡ʒad ˈmeɲʒəɱ ˈfed͡ʒə ðum pəɲˈʒat] ''dieciséis jueces de un juzgado comen hígado de un ahorcado, que aprovecha el parecido de los sonidos sibilantes para dificultar la pronunciación.
Los sonidos fricativos y africados pueden sonorizar o ensordecer según el contexto, en consonancia con otros fenómenos consonánticos similares.
Se produce una africación a final de palabra de /ʒ/ en [d͡ʒ], que ensordece a final absoluto, que puede provocar alternancias morfológicas y ortográficas (boig/boja) 'loco/loca'. En balear se suele producir africación en contacto con una oclusiva anterior, es decir en el sonido de la x de cultismos y los grupos ps, cs, cc (examen [əgˈzamən] || [əˈd͡zamən]; capsa [ˈkapsə] || [ˈkapsə] 'caja'), además de ts a final de palabra. También se produce la africación del sufijo -ejar y derivados (passejar [pəsəˈʒa] || [pəsəˈʒa] 'pasear').
En catalán occidental es frecuente la africación de /ʃ/ en [t͡ʃ] en posición inicial de palabra y entre consonante y vocal, y el reforzamiento del grupo ex seguido de vocal como [ejʃ] En valenciano generalmente la /ʒ/ es africada a [d͡ʒ] En cambio, el sufijo -itzar y derivados son fricativos [z] mientras que en oriental son africados /d͡z/.
Otras fricativas son la aproximante glotal [h] que solo se utiliza en ciertas expresiones (ehem [əˈhem] 'ejem'), y préstamos del inglés, el alemán y el caló (hegelià [həɣəɫiˈa] 'hegeliano'), y la dental [θ] y la velar [x] que solo se dan en castellanismos, helenismos, arabismos y anglicismos representados por las letras y dígrafos z y th [θ] (theta [ˈθetə]) y j y kh (kharja [ˈxaɾʒə]).

### Contactos consonánticos
Además de las alternancias entre alófonos, se producen otros fenómenos fonéticos cuando el contexto altera el sonido usual de una palabra, es decir, cuando los sonidos de una palabra cambian para estar en contacto con otros sonidos. En catalán destacan: sonorización, ensordecimiento, asimilación, geminación, enmudecimiento, elisión y epéntesis.

### Sonorización y ensordecimiento
Por el fenómeno de sonorización, las consonantes sordas asimilan la sonoridad de la consonante sonora con la que se encuentren en contacto si aparecen a final de sílaba. Esto se produce tanto entre dos sílabas de la misma palabra como entre dos palabras seguidas (petit [pəˈtit] 'pequeño', pero petit núvol [pəˈtid ˈnuβuɫ]) 'pequeña nuve'. En el caso de las consonantes fricativas y africadas también se sonorizan a final de palabra ante una vocal (els savis [əɫˈsaβis] 'los sabios', pero els avis [əɫˈzaβis] 'los abuelos')
| Sordas  | [p] | [t] | [k] | [f] | [s] | [ʃ] |
| Sonoras | [b] | [d] | [ɡ] | [v] | [z] | [ʒ] |

El ensordecimiento es el fenómeno inverso. Las consonante sonoras se convierten en sordas cuando se encuentran ante un sonido sordo, entre dos sílabas o entre dos palabras (adquirir [ətkiˈɾi]). En posición final de palabra seguida de una pausa el ensordecimiento es sistemático en catalán y se aplica a menudo en préstamos u otras lenguas (club [ˈkɫup], Madrid [məˈðɾit]).

#### Asimilación
La asimilación afecta a los sonidos nasales y laterales, /n/, /m/ y /l/, que se alteran adoptando las características del sonido que los sigue, tanto entre sílabas como entre palabras:
Labialización, ante un sonido labial:
/n/ → [m] ante [m], [p] y [b] (un pic [um ˈpik] 'un pico')
/n/ y /m/ → [ɱ] ante [f] y [v] (un fum [uɱ ˈfum] 'un humo')
Palatalización, ante un sonido palatal [ʃ], [ʒ], [t͡ʃ], [t͡ʃ], [ɲ], [ʎ]:
/n/ → [ɲ] (un joc [uɲ ˈʒɔk] 'un juego')
/l/ → [ʎ] (el xoc [əʎ ˈʃɔk] 'el choque')
Velarización, ante un sonido velar [k], [g] (así mismo, /g/ y /k/ también se pueden velarizar en [ŋ] ante un sonido nasal):
/n/ → [ŋ] (un gos [uŋ ˈgos] 'un perro')
/g/ y /k/ → [ŋ] (cigne [ˈsiŋnə] 'cisne')
Dentalización, ante un sonido dental [t], [d]:
/n/ y /l/ → [n̪] y [n̪] (un dos [un̪ ˈdos])

#### Geminación
La geminación consiste en la duplicación de sonidos consonánticos. Algunas ya están indicadas en la grafía (mm, nn, dd, l·l, ll-ll, pp) pero en otros casos se ha extendido una geminación que no está reflejada en la grafía. Finalmente, puede haber dos letras repetidas gráficamente pero que no formen una geminación fonética, como en el caso de gg en suggeriment ('sugerencia').
Hay dos tipos de geminaciones no marcadas por la ortografía. El primero ocurre cuando entran en contacto una dental y una nasal en posición posterior:
[mm] en las combinaciones -tm-, -dm-, -nm- (setmana [səmˈmanə] 'semana')
[nn] en el grupo -tn-
[ɫɫ] en el grupo -tl-
[ʎʎ] en el grupo -tll-
El segundo aparece cuando determinados grupos consonánticos alteran su pronunciación:
[bːɫ], [pːɫ], [gːɫ], [bːɫ] por -bl-, -pl-, -gl-, -cl-, fenómeno más frecuente en el catalán oriental: (poble [ˈpɔbːɫə] 'pueblo', diferente de la pronunciación del mismo grupo en blau).

#### Emmudiment, elisión y sensibilización
En catalán hay una elevada presencia de grupos de consonantes a final de palabra. Normalmente se pronuncian, pero algunas consonantes enmudecen en ciertos casos:
/p/ y /b/ finales detrás de [m], excepto en valenciano, mallorquín y alguerés: cam(p), am(b).
/t/ y /d/ finales detrás de [n] o [ɫ], excepto en parte del balear y valenciano: san(t), rotun(d), al(t).
/s/ final detrás -ig, -xt o -x: llamp(s), text(s), índex(s).
/r/ final, excepto algunos sustantivos y muchos adjetivos; en valenciano central y meridional se pronuncian todas y en balear prácticamente ninguna.
Otros emmudecimientos se producen en algunos casos especiales, como aque(s)t, a(r)bre o p(r)endre. En el caso de la /n/ final, el emmudecimiento final tras vocal acentuada es muy antiguo y ha provocado una elisión morfológica (mans, mà). En cambio, se mantiene cuando va ligado a otra palabra (bé/ben, mitjà/mitjan).
En catalán occidental se producen casos de elisión o caída de ciertas consonantes en posición intervocálica. Así, se elide la terminación del imperfecto de indicativo de la primera conjugación (canta(v)es) pero, en cambio, la elisión es general en la segunda y tercera conjugación mientras que se mantiene en parte noroccidental y en alguerés (batia/bativa/bateva). En valenciano puede elidir la [ð] en las terminaciones -ada y -ador, y la /z/ en la terminación -esa, sobre todo coloquialmente de forma que ha quedado fosilizado en palabras tradicionales (fideuada/fideuà). El emmudecimientos de [ð] suele producir un alargamiento vocálico, sobre todo en los acabados en -ada (vesprada [vesˈpɾaː] 'tarde').
El fenómeno contrario al emmudecimientos es la sensibilización, que hace que estas combinaciones se pronuncien cuando están seguidas de vocal, cómo:
/t/ final seguida de vocal: cent un [ˈsent ˈun] 'ciento uno', sant Andreu [ˈsant ənˈdɾew] 'san Andrés', fent-ho [ˈfentu] 'haciéndolo'.
/r/ final de los infinitivos seguida de un pronombre débil: fer-hi [ˈfeɾi] 'hacer (a algo)'.
/b/ de la preposición amb ('con') y la /s/ del determinante demostrativo aquest ('este') se sensibilizan cuando sigue cualquier palabra empezada con sonido vocálico: amb ella [əmb ˈeʎə] 'con ella', aquest home [əˈkest ˈɔmə] 'este hombre'.

## Prosodia
En catalán el acento fónico puede caer en una de las tres últimas sílabas de la palabra, formándose así palabras agudas, llana y esdrújulas. La distribución es variable pero se cumplen algunos patrones. Así, la mayor parte de las palabras agudas acaban en consonante, y las llanas, en vocal. Las palabras esdrújulas son menos abundantes. Este acento puede establecer diferencias semánticas: fàbrica, fabrica, fabricà ('fábrica', 'fabrica', 'fabricó'). El acento fonético puede transformarse en ortográfico según las reglas de acentuación del catalán.
A menudo existe un acento secundario. Para Coromines, «el sistema de acentuación del catalán es binario; en las palabras largas a partir del acento primario hay un acento secundario cada dos sílabas». El acento secundario morfológico se produce en el radical de la izquierda en palabras compuestas, palabras derivadas con prefijo tónico y en los adverbios formados con el sufijo -mente.
El núcleo de la sílaba es siempre una vocal. Solo tienen carácter silábico las consonantes finales en la conjugación con desinencia cero de la primera persona del singular del indicativo, típica del catalán balear y alguerés (compr [kompɾ̩] 'compro'). Aparte del núcleo pueden aparecer dos componentes más en la sílaba: el ataque y la coda. El ataque está formado por una sola consonante (cama) 'pierna' o por un grupo consonántico que incluye una lateral o una vibrante (tren). Si aparecen otros grupos consonánticos por préstamo de palabras otras lenguas, se pronuncian con una vocal añadida (sport [əsˈpɔɾt] 'deporte') o bien se simplifican (psicologia). La duración máxima de la sílaba catalana es de seis sonidos.
En general, la entonación tiene un carácter descendente en las oraciones declarativas (agafem l'autobús), ascendiente en las interrogativas (agafem l'autobús?), pero descendente con un desnivel melódico importando si empieza con un pronombre interrogativo (que agafem l'autobús?), y sostenido con un marcado descenso final en las imperativas y exclamativas (agafem l'autobús!). Si la oración es compuesta, el primer elemento es de tono ascendente y el segundo es de tono descendente (quan vingueu, agaferem l'autobús).

## Transcripción fonética
A comienzos del siglo XX los lingüistas catalanes ya colaboraron con la Asociación Fonética Internacional, y en el primer texto oficial publicado el 1912 se incluyó la transcripción en el catalán del texto de muestra de la Fábula de Esopo La tramuntana i el sol:
[ɫə tɾəmunˈtanə j‿əɫ ˈsɔɫ əz ðispuˈtuβən | sustəˈniŋ ˌkaˈð‿u ˈk‿eʎ ˈeɾə‿ɫ ˈmes ˈfɔr | ˈkwan də ˈsoptə | ˈbɛwən um biəˈdʒe kə s‿əˈkɔstə‿mbuɫiˈkat ən ˈunə ˈɣraŋ ˈkapə || ˈbaŋ kumbəˈni kə‿ɫ ki pɾiˈme fəˈɾi.ə kə‿ɫ βjəˈdʒe‿s tɾəˈɣez ɫə ˈkapə səˈɾi.ə tiŋˈgup pəɫ ˈmes ˈfɔr]
«La tramuntana i el sol es disputaven, sostenint cada u que ell era el més fort, quan de sobte, veuen un viatger que s'acosta embolicat en una gran capa. Van convenir que el qui primer faria que el viatger es tragués la capa seria tingut pel més fort.»
'La tramontana y el sol se disputaban, sosteniendo cada uno que él era el más fuerte, cuando de repente, ven un viajero que se acerca envuelto en una gran capa. Convinieron que quien primero hiciese que el viajero se sacara la capa se consideraría el más fuerte.'
En general, la transcripción que se utiliza es la adaptación de la AFI hecho por el Instituto de Estudios Catalanes el 1998. Previamente, se utilizaba una notación románica con diacríticos, sistema utilizado en obras de referencia como el Diccionari català-valencià-balear o el Atlas lingüístico de Cataluña.
| AFI      | e | ɛ | o | ɔ | ʃ | ʒ | ts͡ | dz͡ | tʃ͡ | dʒ͡ | r | ɾ | ʎ |
| Románica | ẹ | ę | ọ | ǫ | š | ž | ŝ  | ẑ  | č  | ǧ  | r̄ | r | l̮ |

De este sistema de notación se mantiene la práctica de representar los acentos primario y secundario con un acento agudo o grave sobre la vocal, respectivamente, en lugar de los signos recomendados por el AFI antes de la sílaba tónica (antiradar [àntirəðár] [ˌantirəˈðar]).
En representaciones simples se puede utilizar un sistema por similitud ortográfica (homes [òmes] 'hombres').
Para una representación con el sistema SAMPA, existe una propuesta de la Universidad Autónoma de Barcelona.
| AFI   | ɛ | ɔ | ə | ɱ | ŋ | ɲ | ʃ | ʒ | tʃ͡ | dʒ͡ | r  | ʎ | β | ð | ɣ |
| SAMPA | E | O | @ | F | N | J | S | Z | tS | dZ | rr | L | B | D | G |

## Discusiones teóricas en el entorno del inventario fonológico del catalán
Según Emilio Alarcos Llorach: 18 consonantes: /p t k b d g f s ʃ z ʒ m n ɲ l ʎ ɾ r/; y 7 vocales: /a ɛ e i ɔ o u/. Polemizando con Badia i Margarit, Alarcos niega la fonemicidad de la vocal neutra [ə]. Alarcos considera que las semiconsonantes [j w] son variantes posicionales de las vocales cerradas /i u/, y que las africadas sibilantes [dz ts dʒ tʃ] son secuencias de dos fonemas diferentes.
Según Antoni Maria Badia i Margarit: 23 consonantes: /p t k b d g f s ʃ z ʒ dz dʒ tʃ m n ɲ l ʎ ɾ r j w/; y 8 vocales: /a ɛ e i ɔ o u ə/. Badia i Margarit considera que tres de las africadas sibilantes [dz dʒ tʃ] merecerían consideración de fonema, en cambio niega la condición de fonema a la africada [ts]. Badia i Margarit también considera que las semiconsonantes [j w] merecen estatus fonemático y no son siempre variantes posicionales de las vocales cerradas. Además, Badia i Margarit postula la fonemicidad de la vocal neutra [ə] aduciendo oposiciones del estilo pal dret / pel dret / pèl dret. 'palo derecho / para adelante / pelo derecho'
Según Max Woodfield Wheeler: 21 consonantes: /p t k b d g f s ʃ z ʒ m n ɲ l ʎ r j w kʷ gʷ/; y 7 vocales: /a ɛ e i ɔ o u/. Wheeler considera las africadas sibilantes como secuencias de dos fonemas diferentes, como Alarcos. Wheeler considera las semiconsonantes [j w] como fonemas, como Badia i Margarit. Wheeler considera un único fonema rótico que tendría dos variantes posicionales [ɾ r] e interpreta como un caso de geminación el único contexto donde la vibrante simple se opone a la vibrante múltiple entre vocales. Por otro lado, Wheeler introduce como artefactos teóricos las oclusivas labiovelares [kʷ gʷ] para explicar la peculiar distribución de los diptongos crecientes catalanes en grupos como qua, gua, qüe, güe, etc.